# カルペリチド
カルペリチド(Carperitide)、商品名ハンプ®とはヒト心房性ナトリウム利尿ペプチドの薬理作用をもった心不全治療薬である。

## 薬理作用
腎血管の拡張により緩徐な利尿作用による前負荷の軽減のほか、血管拡張による後負荷の軽減および心筋細胞のアポトーシス、ネクローシスを防止する心筋保護の作用をもつ。利尿薬と血管拡張薬を合わせたような作用となるが、電解質代謝異常、不整脈の発生といった副作用が極めて少なく急性心不全の治療薬として非常に好まれる。副作用としては血圧の低下と徐脈があるため、低血圧、右室梗塞、脱水の状態では使用禁忌となる。

### 作用機序
膜結合型グアニル酸シクラーゼを活性化させることによりGTPからcGMPへの変換を促進し、腎臓に作用して利尿作用、血管に作用して血管拡張作用を示す。

## 使い方
急性心不全を呈した患者でEFが35%以上で収縮期血圧が100mmHg以上の場合に適応がある。心係数（CI）が2.2以下の場合は強心薬や昇圧剤を併用して使用する場合が多い。ハンプ®の1アンプルには1000μg含まれている。開始量は0.05γであり、収縮期血圧をみながら増量し、0.05γずつ増量していく。維持量は0.1～0.2γであるため、体重が50Kgの場合はハンプ®3Aを5%ブドウ糖液50mLに溶解すると、0.06mg/mLとなるため2.5mL/hrにて開始量0.05γとなる。